# コリング
コリング（Kolding [ˈkʰʌle̝ŋ]）は、南デンマーク地域に属するデンマークの都市。

## 概要
コリング・フィヨルドの湾奥にある港湾都市である。基礎自治体コリング市の交通、商業、産業の中心地でもある。造船業をはじめ多くの会社が集中する。人口61,638人（2022年）。
コリングにはかつての王宮コリングフス宮殿がある。宮殿はエーリク5世の命令で13世紀に建てられた。現在は博物館であり、礼拝堂とホールは政府の公式行事に使用される。ユトランド半島にあった最後の王宮であった。他に、13世紀に建てられた石造りのサンクト・ニコライ教会がある。人気のある観光地として、トラプホルト美術館と庭園がある。

## 歴史

### 中世
町の歴史は少なくとも12世紀まで遡ることができる。
- 1231年にはコリングフス宮殿が建築されている。

### 近世

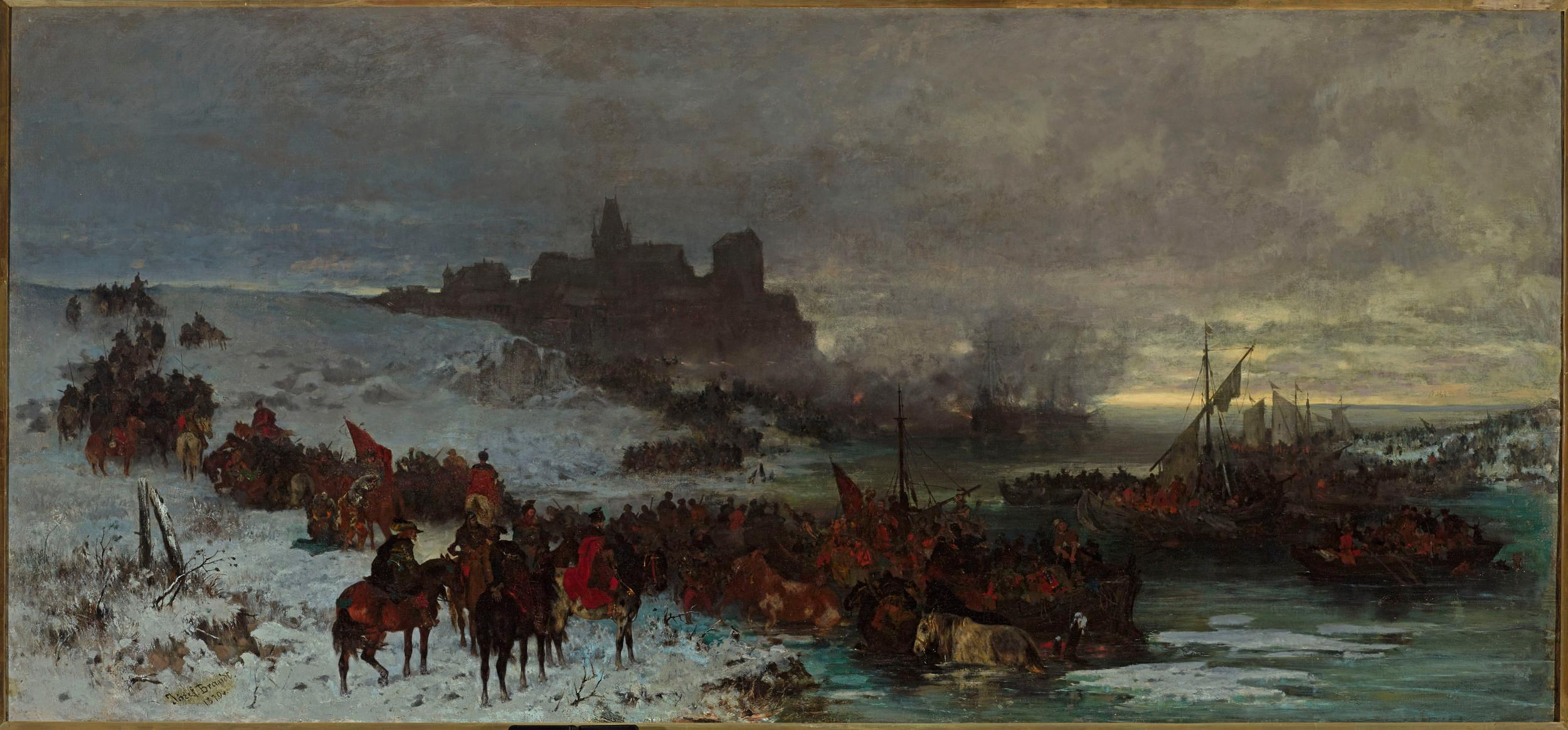
コリングの戦い、1658年

#### コリングの戦い
1658年
- 1658年12月25日 - ステパン・チャルニエツキがヘトマン（軍司令官）として指揮下のポーランド・リトアニア共和国とデンマーク＝ノルウェーの連合軍が、カール10世グスタフ率いるスウェーデン軍に大敗を喫した。

1849年
- 1849年4月23日 - シュレースヴィヒ・ホルシュタイン戦争でドイツ軍とデンマーク軍が、コリング近郊で対峙した。

### 現代

#### シーストの花火事故
- 2004年11月3日 - コリング郊外のシーストにある花火工場で爆発が起きた。消防士1名が死亡、負傷者85名を出した。周辺住民約2000人が避難した。

## 対外関係

### 姉妹都市・提携都市
- 安城市（日本国 中部地方 愛知県）
- ウエスカル（英語版）（スペイン王国 アンダルシア州 グラナダ県）
- エレブルー（スウェーデン王国 ネルケ地方 エレブルー県）
- スチキスホルムル（英語版）（アイスランド共和国 西アイスランド地方）
- ソンバトヘイ（ハンガリー共和国 ヴァシュ県）
- デルメンホルスト（ドイツ連邦共和国 ニーダーザクセン州）
- ドランメン（ノルウェー王国 エストラン地方 ブスケルー県）
- パネベジス（リトアニア共和国 アウクシュタイティヤ地方 パネヴェジース郡）
- ピサ（イタリア共和国 トスカーナ州 ピサ県）
- ラッペーンランタ（フィンランド共和国 カルヤラ州 南カルヤラ県）

## 文化

### 観光
- コーリングフス博物館 - かつての王宮。中世後期から1940年代までのデンマーク美術コレクションを収蔵する。
- デンマーク看護史博物館（デンマーク語版） - ホテル小リングフィヨルドのそばにある。

### スポーツ
- コリングIF - 1895年設立のサッカークラブ。